# Playback. Ensayo de una despedida

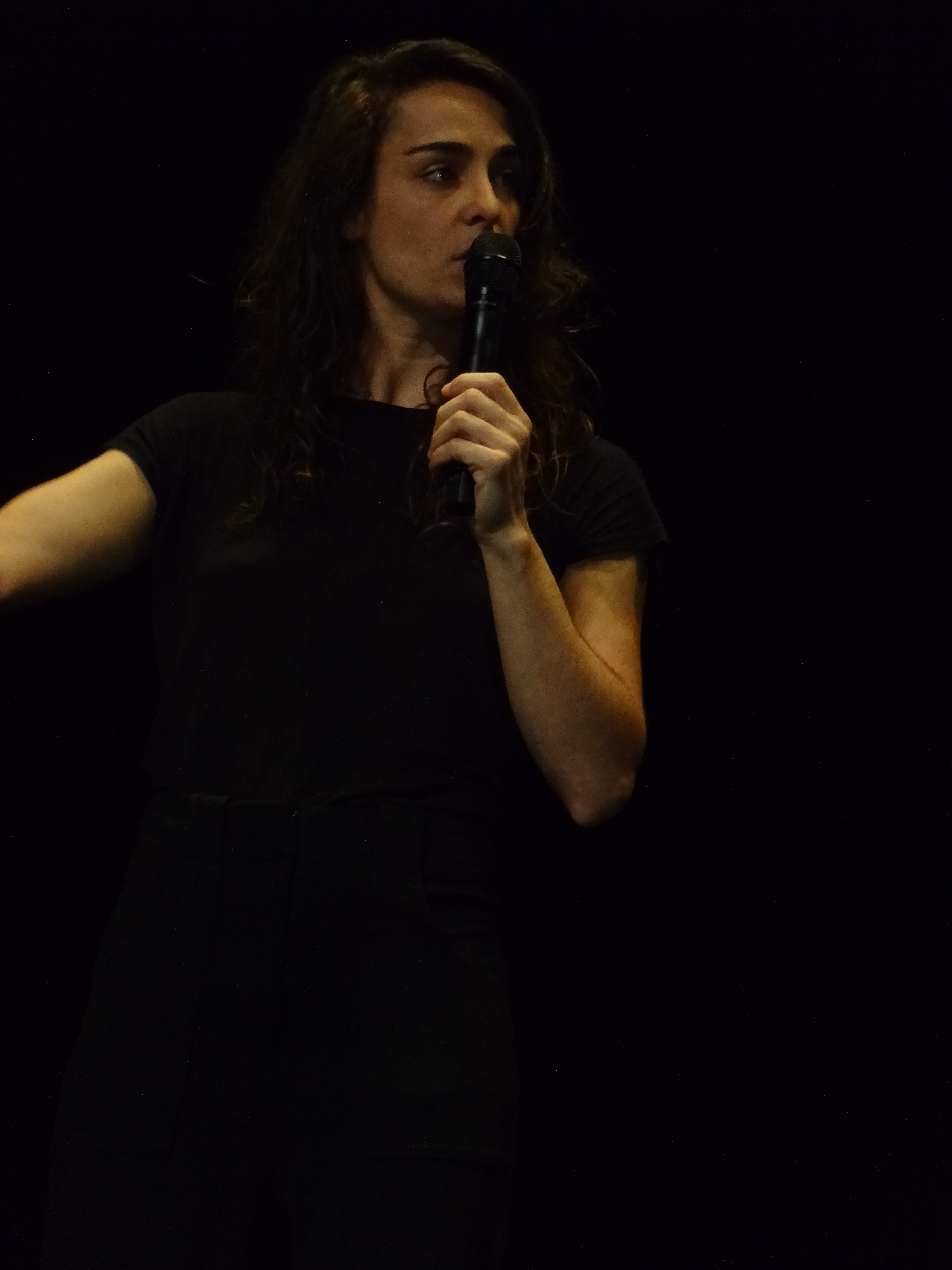
Magalí Mérida, Kamerafrau und Produzentin von Playback. Ensayo de una despedida., Februar 2020

Playback. Ensayo de una despedida (deutsche Übersetzung: Playback. Versuch eines Abschieds, englischer Festivaltitel Playback) ist ein argentinischer Kurzfilm in dokumentarischer Form unter der Regie von Agustina Comedi aus dem Jahr 2019. Der Film wurde anlässlich seiner Weltpremiere am 10. November 2019 auf dem Festival Internacional de Cine de Mar del Plata (Argentinien), mit dem Preis für den besten Kurzfilm ausgezeichnet. Am 24. Februar 2020 hatte Playback. Ensayo de una despedida auf der Berlinale in der Sektion Berlinale Shorts Europapremiere und erhielt den Teddy Award für den besten Kurzfilm.

## Inhalt
Der Film zeigt historische Aufnahmen von künstlerischen Auftritten einer Gruppe von Transfrauen in Argentinien und deren Umgang mit dem Tod durch AIDS. La Delpi, die einzige Überlebende, bringt mit Voiceover die gezeigten VHS-Aufnahmen dem Publikum nahe.
Ende der 1980er ist die argentinische Stadt Córdoba katholisch, konservativ und von der Militärdiktatur geprägt. Eines Tages lernen sich die Transfrauen und Dragqueens La Delpi, La Gallega und La Colo in jugendlichem Alter im Bus kennen. Sie gründen die künstlerische Gruppe Kalas und treten geschminkt und in improvisierten Kostümen im Kellerlokal La Piaf auf. Die selbst konzipierten Shows mit Playback und die Modeschauen mit Preisverleihungen geben der Gruppe Halt im Kampf gegen AIDS und Polizeigewalt und festigen die Gemeinschaft.
Ab 1991 geht der Gewinn aus den Kartenverkäufen an das Krankenhaus, denn die AIDS-Erkrankungen nehmen zu. Eines Abends kommt La Porchis nicht ins La Piaf; auf die Frage nach dem Grund ihres Ausbleibens heißt es, sie fühle sich nicht wohl. In dieser Nacht steht La Gallega das letzte Mal auf der Bühne. Zwar gab es seit 1996 ein Mittel gegen AIDS in Buenos Aires, nicht aber in Córdoba. Die Dragqueen wurde nur 25 Jahre alt. Um ein Gegengewicht zu der großen Trauer zu schaffen, die nun herrscht, entsteht die Idee eines Reenactment, mit dem ein Happy End für das Leben der Toten gefunden wird. So kommt Mario, der ehemalige Geliebte von La Gallega, der sie zu ihrem großen Kummer verlassen hatte, nun in einer inszenierten Szene ins La PIaf und küsst La Gallega. In allen so inszenierten und imaginierten Versionen, in denen die tote La Gallega von anderen Personen gespielt wird, singt sie am Ende. Diese selbst kreierten, eigenwilligen Trauerrituale spenden Trost und stiften Gemeinschaft.
Die Dragqueenszene wird zersplittert und in alle Winde zerstreut. Doch La Colo gibt La Delpi mit den Happy Ends immer noch Stütze und Hoffnung. Einige Wochen vor Ende der Filmaufnahmen stirbt auch sie und zwar, wie La Delpi meint, weil sie des Lebens müde war.
Die bislang unbekannten Aufnahmen sind nicht nur ein Abschiedsbrief, sondern auch ein Dokument der Freundschaft.

## Hintergrund
Regie führte Agustina Comedi, von der auch das Konzept stammt. Kamerafrau und Produzentin war Magalí Mérida, für den Filmschnitt war Valeria Racioppi. Der Weltvertrieb liegt bei Kino Rebelde, Lissabon. Der Film ist, so der Abspann, den Schauspielerinnen der Gruppe Kalas gewidmet.
Der Film feierte am 10. November 2019 seine Premiere auf dem Festival Internacional de Cine de Mar del Plata und am 24. Februar 2020 die Europapremiere auf der Berlinale 2020.

## Auszeichnungen

### Preise
- Berlinale 2020: Teddy Award für den besten Kurzfilm[5]

- Festival Internacional de Cine de Mar del Plata 2019: Preis für den besten Kurzfilm im argentinischen Wettbewerb[6]

### Nominierungen
- Berlinale 2020: Nominierung für den Berlinale Dokumentarfilmpreis[7]